# 郝鳴九
郝鳴九(1853年—1940年)，字鶴翔，遼寧瀋陽人，民國初年武術家，長於翻子拳和戳脚拳。與楊俊峰、胡奉三合稱「奉天三老」，被尊為「奉天三老」之首。

## 生平
郝鳴九自幼熱愛武術，師承河北翻子拳和戳脚拳家徐兆熊，曾經與神槍耿應龍學習大槍。在光緒年間，遊歷奉天、北京、滄縣、保定一帶，以武會友，與螳螂拳家程東閣，劈挂、八极拳家馬鳳圖、馬英圖，青萍劍家米連科等人結為好友。
光緒末年，曾應奉天府尹之邀，擔任他府內武術教師與保鏢。民國之後，在東北大學及其附属高中、三義中學擔任武術教師。郝鳴九是東北地區翻子拳與戳腳拳的主要傳播者，對於東北地區的武術界有很大影響力。

## 弟子
弟子有夏鹤一、于伯谦、于仲倫、姜濤、安士發等。